# Gleb Pisarevskiy
Gleb Olegovich Pisarevskiy, né le 28 juin 1976 à Arkhangelsk, est un haltérophile russe.

## Biographie
Il remporte la médaille de bronze dans la catégorie des moins de 105 kg aux Jeux olympiques d'été de 2004 .